# 比纳利·耶尔德勒姆
比纳利·耶尔德勒姆（土耳其語：Binali Yıldırım，發音：[binaːli ˈjɯɫdɯɾɯm]；1955年12月20日—），是一位土耳其的政治人物，他於2016年5月就任土耳其總理，亦是迄今为止该国最后一任总理。

## 當選總理
2016年5月5日，與總統關係大幅惡化的艾哈迈德·达武特奥卢正式宣布辭去黨主席職位，也同時辭去總理職位，並表示將不會參選下屆黨主席，於是正义与发展党（AKP）必須舉行臨時黨代表大會，進行黨主席補選。
5月22日，由總統提名的比那里·尤迪倫，在黨魁選舉中做為唯一參選人，並且以壓倒性票數當選；而根據該黨傳統，黨主席與總理為同一人，所以總統雷杰普·塔伊普·埃尔多安在他當選後立刻提名他擔任總理，並授權他重組內閣。
比那里·尤迪倫在勝選後的黨代表大會中發言表示，他將優先力推雷杰普·塔伊普·埃尔多安的總統制修憲計畫，而土耳其当时是議會制國家。
在2019年伊斯坦堡市長選舉兩次選舉中，耶尔德勒姆皆败于當時反对党共和人民黨候选人埃克雷姆·伊馬姆奧盧。